# Révéfénacine
 (avril 2025).
La révéfénacine est un médicament bronchodilatateur, vendue sous le nom de marque Yupelri.

## Mode d'action
Il s'agit d'un antagoniste muscarinique à action prolongée.

## Usage médical
La révéfénacine est un médicament utilisé pour le traitement à long terme de la bronchopneumopathie chronique obstructive. Le médicament est utilisé par inhalation.

## Effets secondaires
Les effets secondaires de ce médicament comprennent la toux, une infection des voies respiratoires supérieures, des maux de tête ou des maux de dos. D’autres effets secondaires peuvent inclure des réactions allergiques, un bronchospasme ou une rétention urinaire.

## Histoire
Le médicament a été approuvé pour un usage médical aux États-Unis en 2018. Aux États-Unis, cela coûte environ 1 100 dollars américains par mois.